# IF Vesta
IF Vesta är en idrottsförening i Uppsala i Sverige, som bildades den 8 juni 1911. Klubben har bandy och fotboll på programmet, och har tidigare även bedrivit innebandy och ishockey. Klubben har bland annat spelat elva säsonger i Sveriges högsta division i bandy för herrar.

## Sektioner
- Bandy, se IF Vesta Bandysektion
- Fotboll
- Innebandy
- Ishockey